# Орестовський заказник
Оре́стовський зака́зник — іхтіологічний заказник місцевого значення в Україні. Розташований у межах Хотинського району Чернівецької області, біля сіл Орестівка і Пригородок. 
Площа 156 га. Статус надано згідно з рішенням 17-ї сесії обласної ради XXIII скликання від 20.12.2001 року, № 171-17/01. Перебуває у віданні Пригородоцької сільської ради. 
Статус надано з метою охорони частини акваторію річки Дністер як місця нересту та нагулу цінних промислових риб — судака, сома, ляща, коропа.